# لالالوپسی
لالالوپسی (به انگلیسی: Lalaloopsy) نام خط تولیدی از عروسک‌های پارچه‌ای پلاستیکی که توسط شرکت ام‌جی‌ای انترتینمنت ساخته شده‌اند می‌باشد. این برند که در سال ۲۰۱۰ برای اولین بار منتشر شد در اصل بیتی باتنز (به انگلیسی: Bitty Buttons) نام داشت ولی مدت کمی بعد از زمانی که روانه بازار شد نامش به لالالوپسی تغییر یافت.

## شخصیت‌ها
- پیلو فدربد
- بئا اسپلز-ا-لات
- جوئل اسپارکلز
- کرامبز شوگر کوکی
- دات استارلایت
- پینات بیگ تاپ
- میتنز فلاف ان استاف
- اسپات اسپلاتر اسپلش
- بری جارز ان جم
- بلاسم فلاورپات
- سانی ساید آپ
- تیپی تامبلینا

## رسانه پویانمایی
- وبیزودهای لالالوپسی (۲۰۱۱–۲۰۱۵)
- ادونچرز این لالالوپسی لند: سرچ فور پیلو (۲۰۱۲)
- لالالوپسی (۲۰۱۳–۲۰۱۵)
- لالا-اوپسیز: ا سوو مجیکال تیل (۲۰۱۳)
- لالالوپسی پونیز: بیگ شو (۲۰۱۴)
- لالالوپسی بیبیز: فرست استپس (۲۰۱۴)
- لالالوپسی گرلز: ولکام تو ل. ا ل.ا. پرپ اسکول (۲۰۱۴)
- لالالوپسی: فستیوال او شوگری سوئیتس (۲۰۱۵)
- لالالوپسی: بند توگدر (۲۰۱۵)
- وی آر لالالوپسی (۲۰۱۷)